# Sozzago
Sozzago (piemontesisch Sosach, lombardisch Sussach) ist eine Gemeinde mit 1110 Einwohnern (Stand 31. Dezember 2023) in der italienischen Provinz Novara (NO), Region Piemont.
Die Nachbargemeinden sind Cassolnovo, Cerano, Garbagna Novarese, Terdobbiate und Trecate.

## Geographie
Das Gemeindegebiet umfasst eine Fläche von 12 km².